# SS-N-1 Scrubber
Die SS-N-1 Scrubber war ein schiffsgestützter Seezielflugkörper aus sowjetischer Produktion. Der GRAU-Index lautet 4K32 und die Systembezeichnung der sowjetischen Streitkräfte KSShch (russisch Корабельный снаряд «Щука» (КСЩ), Korabelny snaryad Shchuka (KSShch), Hecht Seezielflugkörper).

## Geschichte
Das Waffensystem wurde in den 1950er Jahren entwickelt und 1957 bis 1958 auf dem Zerstörer Bedovyy der Kildin-Klasse getestet. 1958 wurde das System dann eingeführt und zunächst auf den Schiffen der Kildin-Klasse, dann auch auf den neuen Schiffen der Krupny-Klasse installiert. Zudem wurde ein landgestütztes System entwickelt. Das System wurde von dem Starter SM-59 aus gestartet.
Bereits 1977 wurde das System wieder ausgemustert, da es keine genügende Reichweite hatte. Auf der Kildin-Klasse wurde die SS-N-2 Styx installiert, die Krupny-Klasse zur U-Boot Jagd umgebaut.